# L'infiltrato (film 1992)
L'infiltrato (Beyond the Law) è un film del 1992 diretto da Larry Ferguson. La pellicola è basata sulla vera storia, menzionata sull'articolo "Undercover Angel" di Lawrence Linderman pubblicato nel luglio del 1981, di un agente sotto copertura di nome Dan Black. Black ha collaborato al film come consulente tecnico ed è apparso su schermo come comparsa.

## Trama
L’agente Dan Saxon, tormentato dalla leggenda raccontatagli da un vecchio indiano (che un giorno ha costretto alla resa) secondo il quale lui stesso ha perduto la sua ombra e la ritroverà solo in faccia alla morte, ferma, per eccesso di velocità, Renèe, una giornalista che deve fare un servizio su una banda di motociclisti che si radunano nel locale campeggio il cui capo, Blood, ha corrotto lo sceriffo del luogo. Dan, dopo una lite con lo sceriffo ed il successivo licenziamento, viene contattato da un funzionario governativo, che si mostra al corrente del suo difficile passato. Saxon dovrà infiltrarsi nella banda dei motociclisti, per scoprire le illecite attività: un meccanico, Virgil, con cui fa amicizia e che nomina suo aiutante, restaura una moto per lui e lo aiuta a camuffarsi. Riuscito a superare la diffidenza di Blood e soci, tramite pericolose prove di coraggio, e intrecciata una relazione con Renèe. Dopo aver fatto una sorta di amicizia con Blood, quando i motociclisti scoprono un agente dell'FBI infiltrato, Saxon lo pesta a sangue davanti a Price, sgomento. Quindi Dan uccide due spacciatori che lo sospettano di fare il doppio gioco e minaccia un poliziotto, finché non viene arrestato. Liberato, fornisce al funzionario governativo generalità, date e capi d’accusa dei componenti la banda dei motociclisti e degli spacciatori. Mentre avvengono le retate della polizia contro i membri della banda, Dan va da Blood per arrestarlo e quando questi si ribella, lo uccide. Finita la missione, Saxon abbandona la polizia per rifarsi una vita con Renèe.